# Богдана Кољевић
Богдана Кољевић (Сарајево, 15. фебруар 1979) српски је политички филозоф. Богдана је ћерка Николе Кољевића.

## Живот
Рођена је 15. фебруара 1979. године у Сарајеву. Дипломирала је филозофију 2002. на Филозофском факултету Универзитета у Београду. Магистрирала је 2005. и докторирала 2009. из области политичке филозофије на универзитету New School for Social Research у Њујорку. Од 2007. уредник је часописа НСПМ Нова српска политичка мисао. а у периоду између 2010 - 2012 била је уредник и часописа Право и друштво у издању Службеног гласника. Била је предавач на Факултету за медије и комуникације у Београду. Звање ванредног професора стекла је 2012. Вишегодишњи је сарадник Института за политичке студије у Београду. Учесник је бројних филозофских конференција у земљи и иностранству, а предавања је држала и на најпрестижнијим светским универзитетима у САД (Colombia University, The New School), Великој Британији (University of Oxford) и Бразилу (University of Brasilia). Сенатор је Републике Српске.

## Дјела (библиографија)
- Биополитика и политички субјективитет, Службени гласник, Београд 2010.[6]
- Косово, Европа, демократија, Нова српска политичка мисао, Београд 2011.
- Биополитика и савремени свет, Завод за уџбенике и наставна средства, Београд, 2015.
- Twenty First Century Biopolitics, Peter Lang International Publishing, Frankfurt am Main - Bern - Bruxells - New York - Oxford - Wien, 2015.
- Устанак европских народа, Богдана Кољевић и Дијего Фузаро, Филип Вишњић, Београд, 2016.
- Између светова: Србија између Истока и Запада, Нова српска политичка мисао, Београд, 2017.
- Демократија савременог француског постструктурализма, Завод за уџбенике, Београд, 2018.